# Гавеев, Владимир Миронович
Владимир Миронович Гавеев (4 октября 1936 — 4 октября 2014) — советский строитель, лауреат Государственной премии СССР (1985).

## Биография
Владимир Миронович Гавеев родился 4 октября 1936 года в деревне Золотовка Псковской области. Работал каменщиком, затем бригадиром комплексной бригады в Руднянской межколхозной передвижной механизированной колонны Смоленского областного межколхозного объединения.
В 1980 году Гавеев был удостоен звания заслуженного строителя РСФСР. В 1985 году ему и группе других специалистов в области сельскохозяйственного строительства за «высокую эффективность и качество работы при эксплуатации и ремонте сельскохозяйственной техники, в водохозяйственном и сельском строительстве» была присуждена Государственная премия СССР за высокие достижения в труде.
Скончался 4 октября 2014 года, похоронен на городском кладбище города Рудня Смоленской области.
Был также награждён орденом Трудового Красного Знамени и рядом медалей.